# Îles Solander
Les îles Solander, en anglais Solander Islands, en maori de Nouvelle-Zélande Hautere, sont un petit archipel inhabité de Nouvelle-Zélande situé en mer de Tasman, au sud-sud-ouest des côtes de l'île du Sud, à une soixantaine de kilomètres à l'ouest de l'île Stewart et de l'entrée occidentale du détroit de Foveaux.
Il s'agit des restes fortement érodés d'un volcan andésitique éteint datant du Pléistocène. Elles furent découvertes le 11 mars 1770 par James Cook et nommées en l'honneur du naturaliste suédois Daniel Solander qui faisait partie de l'expédition embarquée à bord de l'Endeavour.